# Basic Parachute Course (UK)
Le cours de base de parachutisme pour les membres des forces armées britanniques est dispensé par l'escadron d'entraînement de la Airborne Delivery Wing, basé à la RAF Brize Norton. 

## Aperçu
Le cours de base de parachutisme dure trois semaines pour les troupes régulières. Pendant ce temps, les stagiaires sont formés aux techniques de sortie, de vol et d'atterrissage. Ils doivent effectuer neuf sauts, dont un de nuit, pour se qualifier et obtenir leurs «ailes». La formation pour la sortie est effectuée à partir de maquettes grandeur nature de fuselages C-130 Hercules. En groupes de huit, chacun avec son propre instructeur de saut en parachute de la RAF (Parachute Jump Instructor ou PJI), les stagiaires apprennent les techniques de saut individuellement et en «stick» (groupes de saut), avec et sans équipement. Les stagiaires apprennent la conduite à tenir en vol pendant qu'ils sont suspendus au toit du hangar dans des harnais de parachute sur des câbles. Ils apprennent à contrôler leurs parachutes lors de la descente et à prendre des mesures d'urgence, telles que désemmêler leurs suspentes, prendre les mesures nécessaires lors d'une collision avec un autre parachutiste et atterrir sur un plan d'eau. Les techniques d'atterrissage en toute sécurité sont enseignées à l'aide de tapis en caoutchouc. Au fur et à mesure que les stagiaires deviennent plus compétents, la hauteur à partir de laquelle ils sautent est augmentée par l'utilisation de marches et éventuellement de rampes qu'ils utilisent pour simuler les sauts. Les atterrissages avant, latéral et arrière sont pratiqués sur un trapèze à six côtés auquel les stagiaires pendent à la main tout en étant balancés en l'air. Aux ordres du PJI, les stagiaires lâchent prise et effectuent la roulade appropriée à l'atterrissage. 
L'étape suivante est l'entraînement au ventilateur. Portant un harnais relié à un câble enroulé autour d'un tambour équipé de pales de soufflerie, les stagiaires sautent d'une plate-forme située près du toit du hangar. A mesure qu'ils tombent, leur vitesse de descente est contrôlée pour simuler celle d'un parachute. Une formation plus avancée est effectuée avec le formateur de sortie, conçu pour simuler l'effet du sillage lorsque le parachutiste sort de l'avion. L'entraînement se compose d'une cabine en bois, montée sur une structure de poutres, équipée de portes représentant celles du côté bâbord et tribord de l'Hercules. De chaque côté, des câbles passent du dessus de l'entraîneur jusqu'à un point proche du sol à environ 55 mètres. Portant des harnais, les stagiaires sautent de l'entraîneur et parcourent la longueur des câbles dans une descente progressive vers le sol, où leur progression est arrêtée par un moniteur. 
L'étape suivante du cours était une descente en parachute d'un ballon dans la zone de largage à Weston-on-the-Green. Cette partie a été désormais supprimée. Elle était réalisée depuis une hauteur de 800 pieds (244 m) en tenue de combat, sans équipement. 
Par la suite, les stagiaires effectuent leur premier saut à partir d'un C-130 Hercules en «sticks» simples de six sans équipement depuis une porte de l'avion. Leur deuxième saut se fait à nouveau en tenue de combat, en «sticks» simples de huit ou dix. Les stagiaires effectuent ensuite leur troisième saut en sautant en «sticks» simultanés de six des deux côtés d'un Hercules. Ceci est suivi d'un saut de nuit sans équipement. Par la suite, les sauts sont effectuées avec du matériel, initialement en un seul stick de six, puis en sticks simultanés de huit ou dix et enfin dans la taille maximale de stick possible, en fonction du nombre de personnes dans la formation. 

## Insigne parachutiste
Après avoir réussi leurs neufs sauts, les stagiaires se voient remettre leurs « ailes »  par l'officier commandant l'école de formation parachutiste n°1 et retournent dans leurs unités en tant que parachutistes qualifiés. 
L' insigne de parachute avec les ailes ne peut être porté que par un parachutiste qualifié qui a été affecté dans une unité parachutiste. Ceux qui ne servent pas dans une unité parachutistes sont autorisés à porter l'insigne de parachute sans ailes, familièrement connu comme l'ampoule. 

## Réservistes
Le cours pour les membres des unités de la Réserve de l'armée de terre comme des Royal Marines ne dure que deux semaines et les stagiaires ne doivent effectuer que sept sauts sans le saut de nuit. Avant de suivre le cours, cependant, ils auront suivi une formation synthétique importante pour leur permettre d'avoir un niveau suffisant pour effectuer leur descente en ballon et leur première descente en avion d'ici la fin de la première semaine à Brize Norton. Le reste de leurs sauts s'effectue au cours de la deuxième semaine de cours. 

## Voir également
- P Company